# Tortula cirrifolia
Tortula cirrifolia là một loài rêu trong họ Pottiaceae. Loài này được Mitt. mô tả khoa học đầu tiên năm 1870.